# Sojuz 18
Sojuz 18 (kod wywoławczy Кавказ - Kaukaz) wyniósł kosmonautów Piotra Klimuka i Witalija Siewastjanowa na pokład stacji kosmicznej Salut 4, na pokładzie której pozostali przez prawie 63 dni. 

## Załoga

### Podstawowa
- Piotr Klimuk (2)
- Witalij Siewastjanow (2)

### Rezerwowa
- Władimir Kowalonok (1)
- Jurij Ponomariow (1)

## Przebieg misji
W dniu 26 maja 1975 roku Sojuz przycumował do bazy Salut 4.   
Celem misji było prawdopodobnie badanie skutków długoterminowego pobytu w kosmosie. Załoga wykonała serię eksperymentów biomedycznych i wyhodowała na orbicie rośliny. Ważnym tematem badań były obserwacje promieniowania rentgenowskiego ciał niebieskich za pomocą specjalnego teleskopu rentgenowskiego (promieniowanie to nie dociera do powierzchni Ziemi).  Kosmonauci dokonali także obserwacji Słońca i Ziemi. W czasie pobytu na stacji 12 czerwca obserwowali tak zwane srebrzyste obłoki.
Załoga znajdowała się na pokładzie stacji Salut 4 w czasie trwania misji Apollo-Sojuz, dzięki czemu mogła się kontaktować z astronautami amerykańskimi i rosyjskimi. Równoczesność tych misji pozwoliła na wyrównanie rekordu największej liczby osób jednocześnie znajdujących się na orbicie (siedmiu), który został ustanowiony w roku 1969 w czasie trwania misji Sojuz 6, Sojuz 7 i Sojuz 8
Nazwa Sojuz 18 odnosi się także do wcześniejszej, nieudanej misji, nazywanej też Sojuz 18-1 lub Sojuz 18a.